# 琼果乡
琼果乡（藏語：ཆོས་འཁོར་），是中华人民共和国西藏自治区日喀则市仲巴县下辖的一个乡镇级行政单位。

## 行政区划
琼果乡下辖以下地区：
热珠村、聂罗村、曲夏村、东玛村、仁玛村、德布嘎村和康琼村。